# Bisva
Bisva je stará jednotka délky a obsahu používaná v Afghánistánu.

## Převodní vztahy
pro délku:
- 1 bisva = 9,883 m = 1{\displaystyle {\sqrt {2}}0} džaríb

pro obsah:
- 1 bisva = 97,68 m² = 1/20 džaríb